# Державний кордон Данії

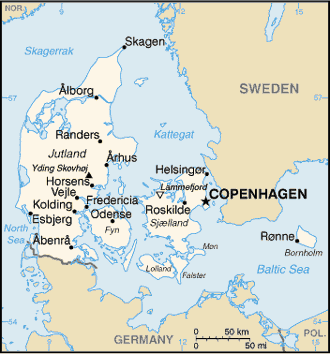
Карта Данії

Державний кордон Данії — державний кордон, лінія на поверхні Землі та вертикальна поверхня, що проходить по цій лінії, що визначають межі державного суверенітету Данії над власними територією, водами, природними ресурсами в них і повітряним простором над ними.

## Сухопутний кордон
Загальна довжина кордону — 68 км (140 км разом із водними просторами). Данія суходолом межує лише з Німеччиною. Уся територія країни суцільна, тобто анклавів чи ексклавів не існує.
Ділянки державного кордону
| Держава   | Ділянка | Довжина (км) | Прикордонні регіони | Примітки |
| --------- | ------- | ------------ | ------------------- | -------- |
| Німеччина | південь | 68           |                     |          |

## Морські кордони
Данія омивається водами Атлантичного океану, Північне море на заході та Балтійське море на сході. Загальна довжина морського узбережжя 7314 км. Морський кордон з Німеччиною проходить через Кільську бухту, далі на схід протокою Фемарн-Бельт, Кадет-Реннен і виходить у Балтійське море. На сході кордон Данії зі Швецією проходить протоками Ересунн (Зунд) і Каттегат, а на півночі протока Скагеррак відокремлює Данію від Норвегії. Згідно з Конвенцією Організації Об'єднаних Націй з морського права (UNCLOS) 1982 року, протяжність територіальних вод країни встановлено в 12 морських миль (22,2 км). Прилегла зона, що примикає до територіальних вод, в якій держава може здійснювати контроль, необхідний для запобігання порушень митних, фіскальних, імміграційних або санітарних законів, простягається на 24 морські милі (44,4 км) від узбережжя (стаття 33). Виключна економічна зона встановлена на відстань 200 морських миль (370,4 км) від узбережжя. Данії також, згідно міжнародних угод, належить східна частина шельфу (до глибин 200 м) Північного моря.

## Спірні ділянки кордону
Канада і королівство Данія мають давній невирішений конфлікт навколо невеличкого (1,3 х 1,2 км) острова Ганса, що лежить на серединній лінії в протоці Нареса між канадським островом Елсмір та данським островом Гренландія. Від 1984 року на острові ведеться «інтелігентна війна» між службами берегової охорони обох держав із перевстановленням національних прапорів та перезакопуванням пляшок зі спиртним.

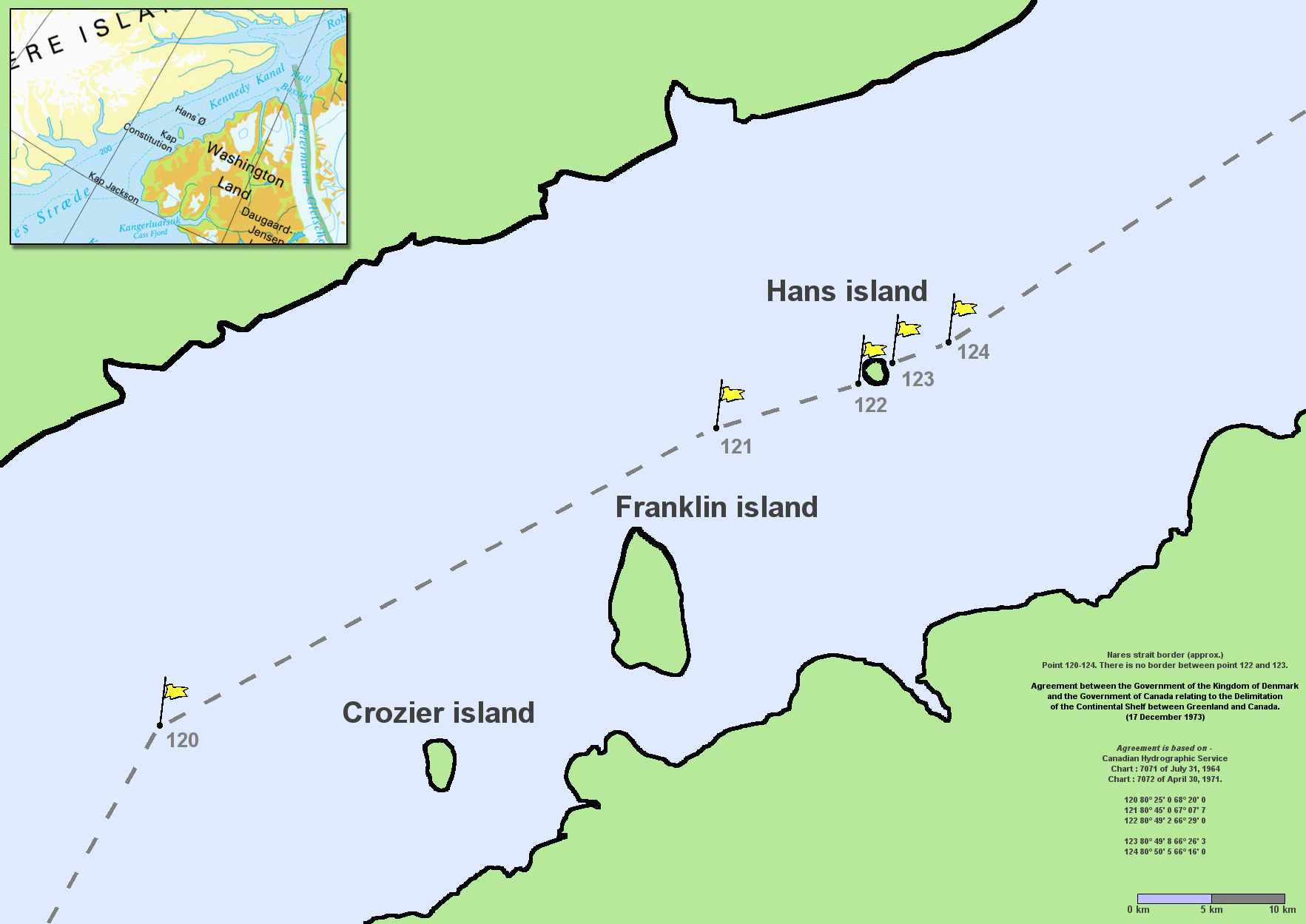
Морський кордон в протоці Нареса
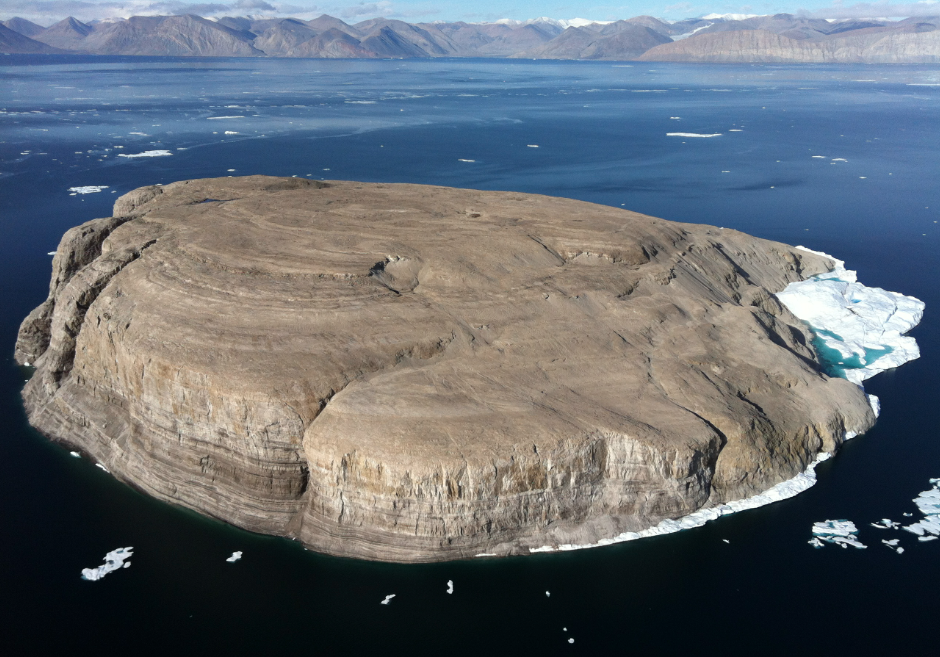
Острів Ганса